# Jean Galibert
Jean Galibert est un homme politique vanuatais.

## Biographie
Candidat une première fois pour le Parti républicain aux élections législatives de 1998, il échoue à entrer au Parlement de Vanuatu. Il est toutefois élu député de la circonscription d'Épi aux élections législatives de 2002, et siège sur les bancs de l'opposition parlementaire au gouvernement Natapei. Il meurt dans l'exercice de ses fonctions le 24 avril 2004, peu avant la tenue d'élections législatives anticipées.